# Zanthoxylum americanum
Zanthoxylum americanum är en vinruteväxtart som beskrevs av Philip Miller. Zanthoxylum americanum ingår i släktet Zanthoxylum och familjen vinruteväxter. Inga underarter finns listade i Catalogue of Life.